# 田村沖之甫
田村 沖之甫（たむら おきのすけ、1865年8月27日（慶応元年7月7日） - 1919年4月11日）は、日本の陸軍軍人。最終階級は陸軍中将。

## 経歴
甲斐国東山梨郡相興村中尾（現：山梨県笛吹市一宮町）に宮司・田村義事の息子として生まれる。陸軍士官学校（旧10期）に入り、1888年（明治21年）7月28日、砲兵少尉に任官。1899年（明治32年）12月、陸軍大学校（13期）を卒業。陸軍省総務局勤務となる。
日露戦争に第4軍参謀として出征した。1908年（明治41年）12月、砲兵大佐に昇進し野砲兵第4連隊長に就任。1910年（明治43年）10月、ドイツ駐在武官に発令された。1913年（大正2年）2月、軍務局砲兵課長に転じた。1914年（大正3年）5月、陸軍少将に進級し参謀本部第4部長に就任。1916年（大正5年）8月、野戦砲兵第1旅団長となり、1917年（大正6年）8月、陸軍砲工学校長に異動。1918年（大正7年）7月、陸軍中将に進んだ。同年11月、待命となった。墓所は雑司ヶ谷霊園。

## 栄典
位階
- 1909年（明治42年）3月1日 - 従五位[1]
- 1919年（大正8年）4月11日 - 正四位[2]

勲章
- 1915年（大正4年）11月7日 - 勲二等瑞宝章・大正三四年従軍記章[3]

## 親族
- 兄 田村怡与造（陸軍中将）・田村濤二郎（実業家）
- 弟 田村守衛（陸軍中将）
- 甥 田村義冨（陸軍中将、田村濤二郎の四男）